# Bouillancourt-en-Séry
Pour les articles homonymes, voir Bouillancourt et Séry.
Bouillancourt-en-Séry est une commune française située dans le département de la Somme en région Hauts-de-France.

## Géographie

### Localisation
Bouillancourt-en-Séry est un village picard du Vimeu.
Limitrophe de Gamaches, la commune est située à 3 km au nord de Blangy-sur-Bresle, 10 km à l'ouest de Oisemont , 18 km au sud-est d'Eu-le-Tréport, 22 km au sud-ouest d'Abbeville et à 48 km au nord-ouest d'Amiens à vol d'oiseau.
Le territoire de la commune est limitrophe de ceux de huit communes.
Les communes limitrophes sont  Bouttencourt, Framicourt, Frettemeule, Gamaches, Le Translay, Neslette, Rambures et Tilloy-Floriville.

### Hydrographie
La commune est située dans le bassin Seine-Normandie. Elle n'est drainée par aucun cours d'eau,.

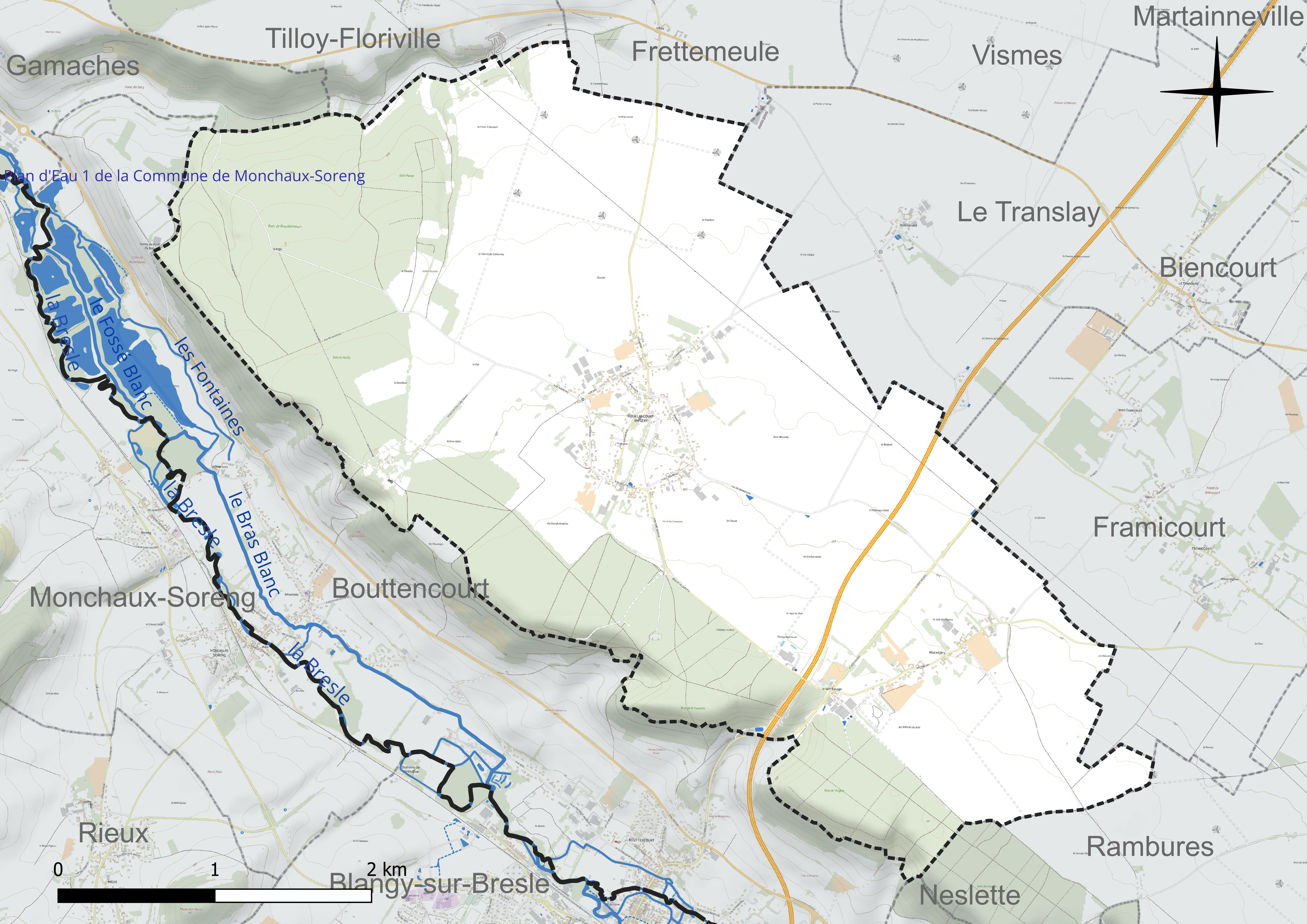
Réseau hydrographique de Bouillancourt-en-Séry.

## Urbanisme

### Typologie
Au 1er janvier 2024, Bouillancourt-en-Séry est catégorisée commune rurale à habitat dispersé, selon la nouvelle grille communale de densité à sept niveaux définie par l'Insee en 2022.
Elle est située hors unité urbaine et hors attraction des villes,.

### Occupation des sols

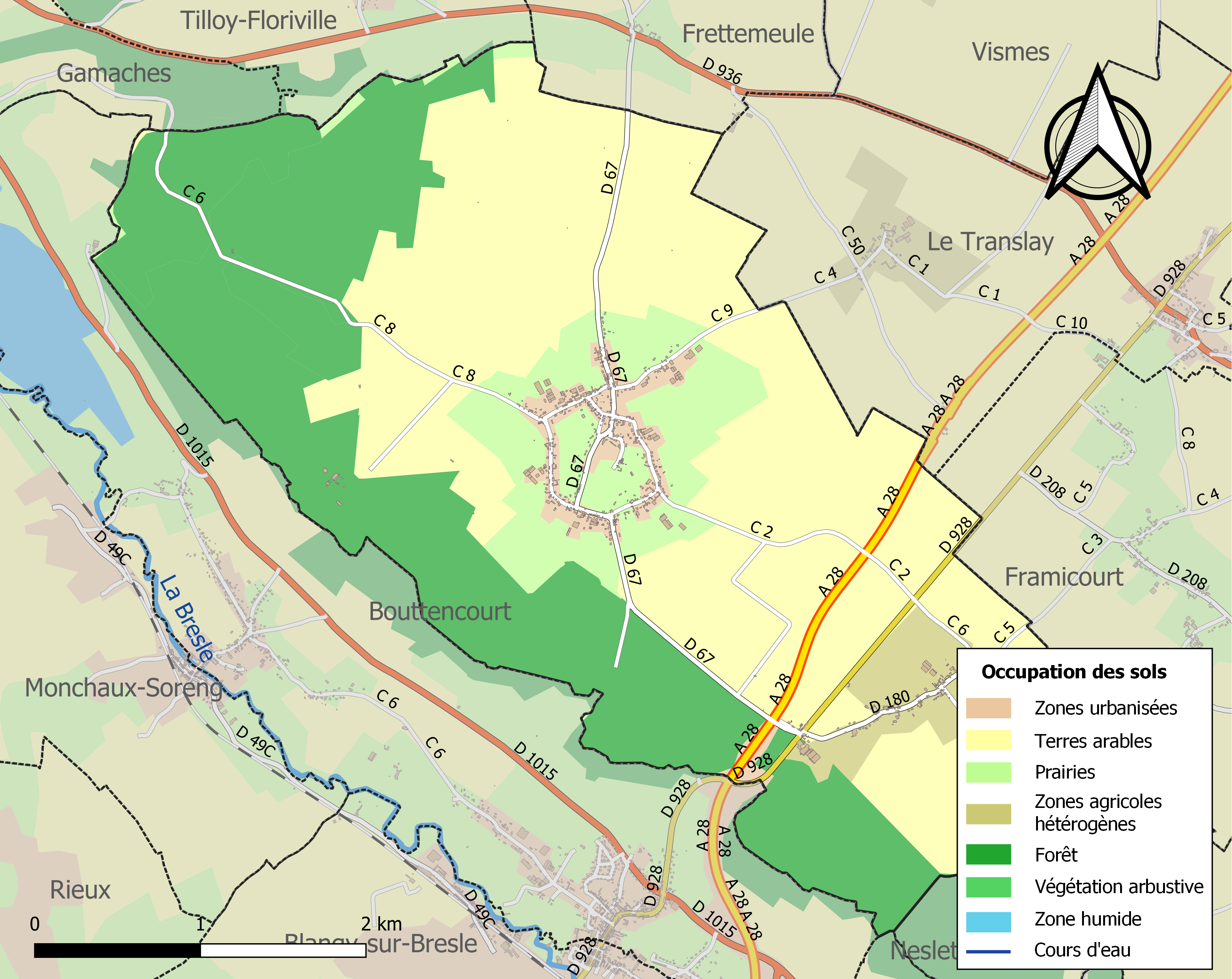
Carte des infrastructures et de l'occupation des sols de la commune en 2018 (CLC).

L'occupation des sols de la commune, telle qu'elle ressort de la base de données européenne d'occupation biophysique des sols Corine Land Cover (CLC), est marquée par l'importance des territoires agricoles (62,8 % en 2018), une proportion sensiblement équivalente à celle de 1990 (62,6 %).
La répartition détaillée en 2018 est la suivante :
- Terres arables (49,2 %),
- Forêts (33,8 %),
- Prairies (9,6 %),
- Zones agricoles hétérogènes (4 %),
- Zones urbanisées (2,9 %),
- Zones industrielles ou commerciales et réseaux de communication (0,4 %)[11].

L'évolution de l'occupation des sols de la commune et de ses infrastructures peut être observée sur les différentes représentations cartographiques du territoire : la carte de Cassini (XVIIIe siècle), la carte d'état-major (1820-1866) et les cartes ou photos aériennes de l'IGN pour la période actuelle (1950 à aujourd'hui).

## Toponymie
Bouillancourt est un terme de formation germano-romane. Le suffixe « court », dérive du terme latin curtis désignant une ferme, un domaine puis un village. Le préfixe « Bouillan » dérive du nom germanique d'un propriétaire du lieu.
Bouillancourt est située tout près des bois nommés autrefois les « bois de Séry ». Le territoire de la commune actuel a été défriché (essarté) par les moines de l'Abbaye Notre-Dame de Séry. Le complément « en-Séry » fait allusion à ces défrichements.

## Histoire
L'histoire du village de Bouillancourt-en-Séry est fortement marquée par la présence du château de Bouillancourt-en-Séry et de l'Abbaye Notre-Dame de Séry jusqu'au déplacement de cette dernière dans la vallée de la Bresle.
Le château de Bouillancourt construit au XIIIe siècle et transformé à de multiples reprises aux XVIIe, XVIIIe et XIXe siècles est en effet en plein centre du village et a longtemps été une forte centralité de la vie locale. Le château a d'ailleurs fait l'objet de fouilles archéologiques au XIXe siècle puis en 2023.   

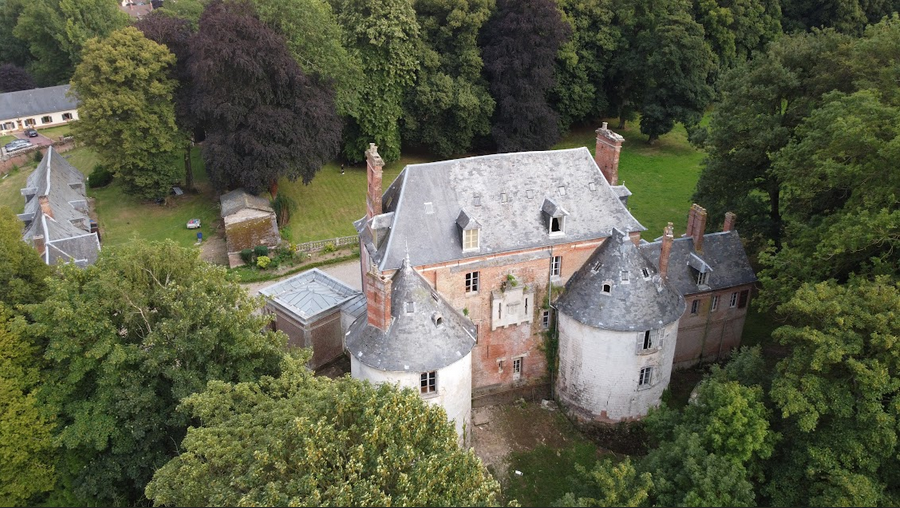
Vue aérienne de la façade ouest du château de Bouillancourt-en-Séry.

Au Moyen-Âge, la seigneurie de Bouillancourt-en-Séry appartenait à la famille de Cayeu. Cette importante famille du Ponthieu et du Vimeu entretenait des liens très étroits avec l'abbaye de Séry fondée en 1127 par Anselme de Cayeu à proximité de l'actuelle cimetière. Au début du XIIIe siècle, les comtes de Cayeu font construire une imposante forteresse dont subsistent aujourd'hui deux des tours. Ses descendants figurent comme seigneurs de Bouillancourt dans les chartes de l'abbaye Notre-Dame de Séry. Le château traverse plusieurs conflits notamment durant la guerre de Cent Ans où il est attaqué en 1433. La famille de Cayeu reste propriétaire de la seigneurie du XIIe au XVe siècle lorsqu'en 1435 Hugues de Cayeu dernier Cayeu propriétaire de Bouillancourt vend la seigneurie et le château à Jean de Bourgogne.
Du XVe au XVIIe siècle, la seigneurie de Bouillancourt-en-Séry est vendue à de nombreuses reprises et s'y succèdent des propriétaires célèbres qui l'achètent avec les terres qui l'entourent. L'achètent successivement la famille d'Étampes de 1435 à 1483, la famille de Mailly de 1483 à 1566, la famille de Gonzague-Nevers de 1566 à 1628, la famille de Rambures de 1628 à 1634 avant le retour en 1634 de la famille de Gonzague-Nevers qui vend la seigneurie la même année à Jean L'Yver, seigneur de Boëncourt. La seigneurie est finalement vendue à Jacques Nicolas le Boucher d'Ailly en 1753. 
| Dates            | Famille propriétaire                          |
| ---------------- | --------------------------------------------- |
| Début XIIIe-1435 | Famille de Cayeu                              |
| 1435-1483        | Famille d'Étampes                             |
| 1483-1566        | Famille de Mailly                             |
| 1566-1628        | Famille de Gonzague-Nevers                    |
| 1628-1634        | Famille de Rambures                           |
| 1634-1753        | Famille L'Yver                                |
| 1753-1789        | Famille Boucher d'Ailly-Ternisien de Boiville |

Au cours de la Seconde Guerre mondiale, un site de lancement de V1 est bombardé par les Alliés.

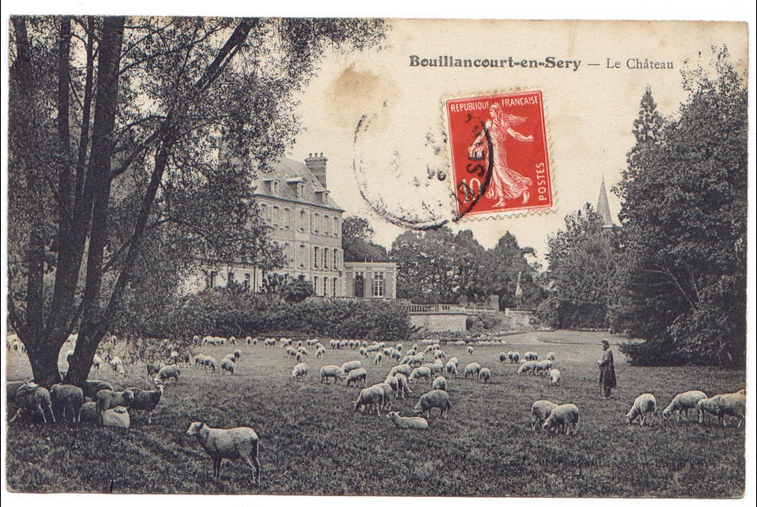
Vue de la façade est du château au début du XXe.

Le château a été racheté par des particuliers en 2020 pour y créer un tiers-lieu de patrimoine soutenu par la mission Bern et par le programme Fabrique de Territoires. En 2024, il accueille la flamme olympique dans le cadre des Jeux Olympiques de Paris.

## Politique et administration
| Période                                  | Période                      | Identité                                      | Étiquette | Qualité |
| ---------------------------------------- | ---------------------------- | --------------------------------------------- | --------- | --- |
| Les données manquantes sont à compléter. |                              |                                               |           | |
|                                          | 1800                         | Jacques-Martin Delhomel                       |           | |
| 1800                                     | 1812                         | Jacques-Joseph-Pascal Le Boucher de Richemont |           | |
| 1812                                     | 1830                         | Alexandre-Augustin Godde d'Ancenne            |           | |
| 1830                                     | 1837                         | Charles Marcourt                              |           | |
| 1837                                     | 1848                         | Jean-Jacques Cléret                           |           | |
| 1848                                     | 1853                         | Jean-Laurent Carpentier                       |           | |
| 1853                                     |                              | Pierre-Daniel Pruvost                         |           | |
|                                          | en cours en 1888             | Daniel Frumence Gomel                         |           | |
|                                          | en cours en 1897 et 1904     | Paul Ternisien de Boiville                    |           | |
|                                          |                              | René Sueur                                    |           | |
| Les données manquantes sont à compléter. |                              |                                               |           | |
| 2002                                     | mars 2008                    | Georges Ignatenko                             |           | |
| mars 2008                                | 2010                         | Thierry Vanpeperstrate                        |           | Démissionnaire pour raison de santé                                                                        |
| 2010                                     | avril 2014                   | Cédric Berger                                 |           | |
| avril 2014                               | En cours (au 9 juillet 2024) | Xavier Duval                                  |           | Vice-président de la CC interrégionale Aumale - Blangy-sur-Bresle (2020 → ) Réélu pour le mandat 2020-2026 |

## Population et société

### Démographie
L'évolution du nombre d'habitants est connue à travers les recensements de la population effectués dans la commune depuis 1793. Pour les communes de moins de 10 000 habitants, une enquête de recensement portant sur toute la population est réalisée tous les cinq ans, les populations de référence des années intermédiaires étant quant à elles estimées par interpolation ou extrapolation. Pour la commune, le premier recensement exhaustif entrant dans le cadre du nouveau dispositif a été réalisé en 2007.

En 2022, la commune comptait 538 habitants, en évolution de −3,41 % par rapport à 2016 (Somme : −1,26 %, France hors Mayotte : +2,11 %).
| 1793  | 1800  | 1806  | 1821  | 1831  | 1836  | 1841  | 1846  | 1851  |
| ----- | ----- | ----- | ----- | ----- | ----- | ----- | ----- | ----- |
| 1 081 | 1 110 | 1 114 | 1 110 | 1 140 | 1 143 | 1 142 | 1 151 | 1 155 |

| 1856  | 1861 | 1866 | 1872 | 1876 | 1881 | 1886 | 1891 | 1896 |
| ----- | ---- | ---- | ---- | ---- | ---- | ---- | ---- | ---- |
| 1 075 | 981  | 963  | 880  | 840  | 796  | 794  | 760  | 714  |

| 1901 | 1906 | 1911 | 1921 | 1926 | 1931 | 1936 | 1946 | 1954 |
| ---- | ---- | ---- | ---- | ---- | ---- | ---- | ---- | ---- |
| 663  | 620  | 575  | 523  | 475  | 468  | 488  | 434  | 493  |

| 1962 | 1968 | 1975 | 1982 | 1990 | 1999 | 2006 | 2007 | 2012 |
| ---- | ---- | ---- | ---- | ---- | ---- | ---- | ---- | ---- |
| 506  | 478  | 484  | 467  | 469  | 486  | 527  | 533  | 566  |

| 2017 | 2022 | - | - | - | - | - | - | - |
| ---- | ---- | - | - | - | - | - | - | - |
| 550  | 538  | - | - | - | - | - | - | - |

### Enseignement
Une école primaire permet de scolariser localement les enfants de l'école maternelle et d'élémentaire. À la rentrée 2017, 67 élèves fréquentent l'école.

### Sports
La commune héberge un club de football : l'Union Sportive de Bouillancourt-en-Séry ainsi qu'un centre équestre, le centre équestre de Bouillancourt-en-Séry.

## Économie
Une usine de finition de flacons de verre (laquage et lustrage) est implantée dans la commune. Cette installation classée, située dans le hameau du Vert-Bocage, emploie près de 150 personnes en 2018.
La commune compte également plusieurs artisans, un restaurant (auberge du Vert Bocage) et une activité touristique et culturelle autour du château de Bouillancourt.

## Patrimoine
- Château de Bouillancourt-en-Séry|Château de Bouillancourt : château inscrit aux monuments historiques depuis 2001. Le château se compose principalement d'un corps de logis élevé en brique et pierre sur trois niveaux, selon un plan rectangulaire, auquel sont adossés les restes de deux tours médiévales[30]. Le château accueille aujourd'hui des expositions, des concerts et des résidences d'artiste[16].
- Église Saint-Jacques :  L'église de Bouillancourt est sous l'invocation de saint Jacques-le-Majeur. Elle fut bâtie à la fin du XVe siècle, en remplacement de celle qui trop voisine du château, avait été détruite. Le chœur est moins large que la nef, qui est voûtée en planches et ornée de corniches en bois à figures grimaçantes. Les fenêtres sont bipartites, en ogive trilobée, à nervures flamboyantes. L'une d'elles est garnie de vitraux coloriés, où l'on voit saint Martin divisant son manteau à la porte d'Amiens, et aussi l'Annonciation, avec les mots de salutation angélique en écriture anguleuse dite gothique.
- Cinq oratoires ont été érigés dans le village. Trois font partie de bâtiments, fermes ou maisons[31],[12].

## Galerie

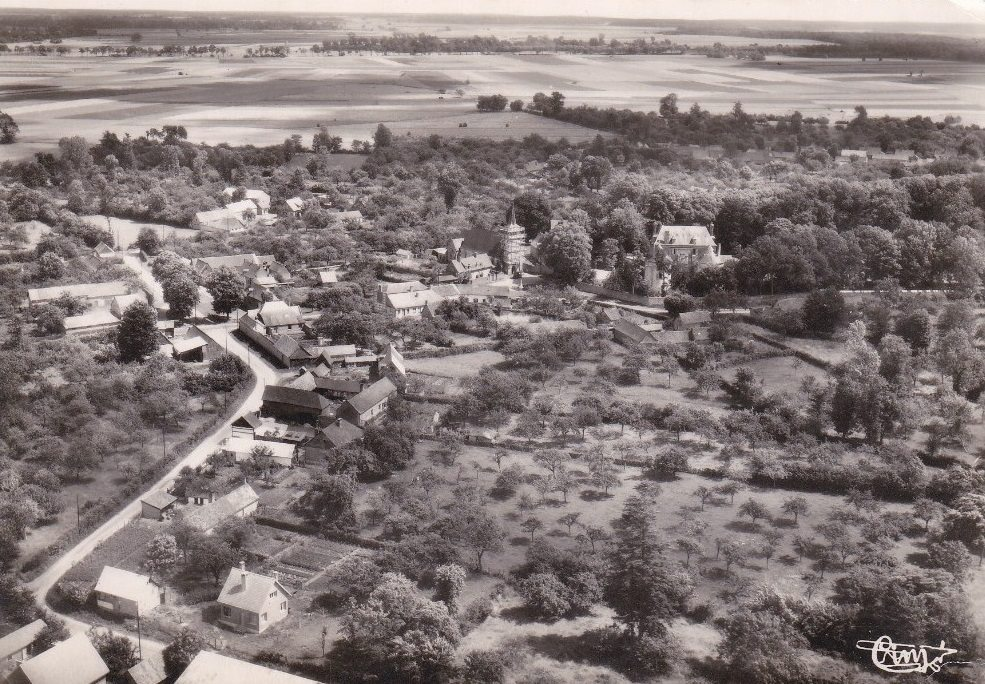
Vue aérienne du village de Bouillancourt-en-Séry - début XXe.
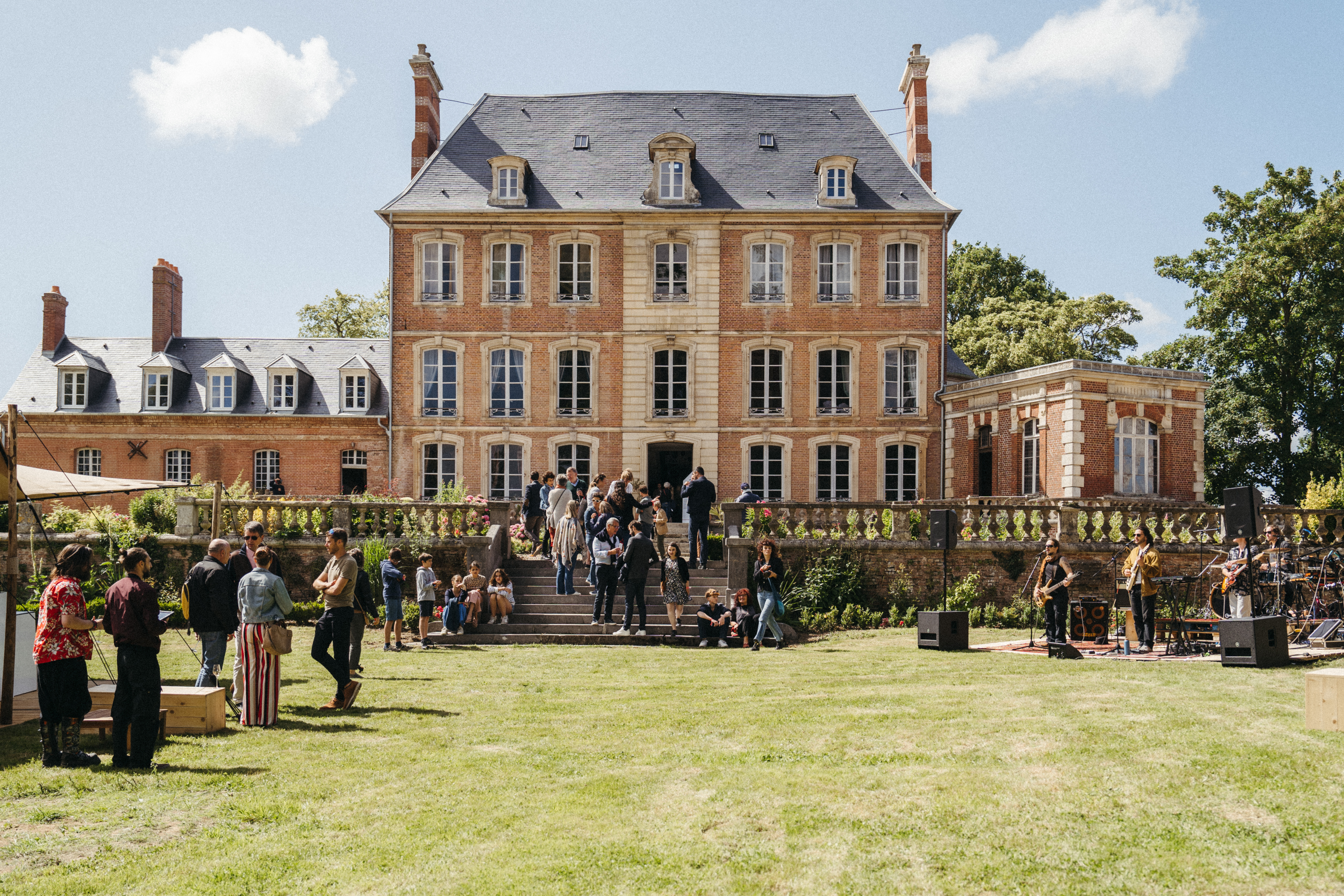
Vue de la façade est du château de Bouillancourt
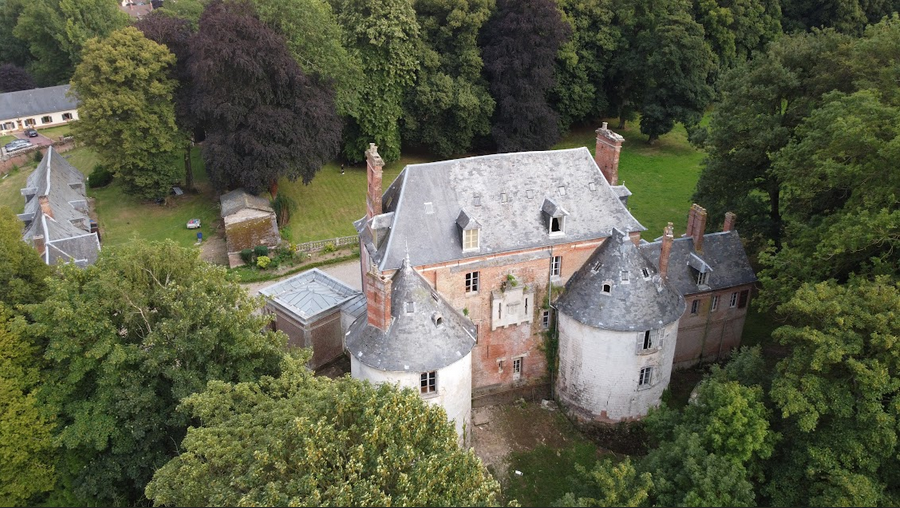
Photo aérienne du château de Bouillancourt - façade est.
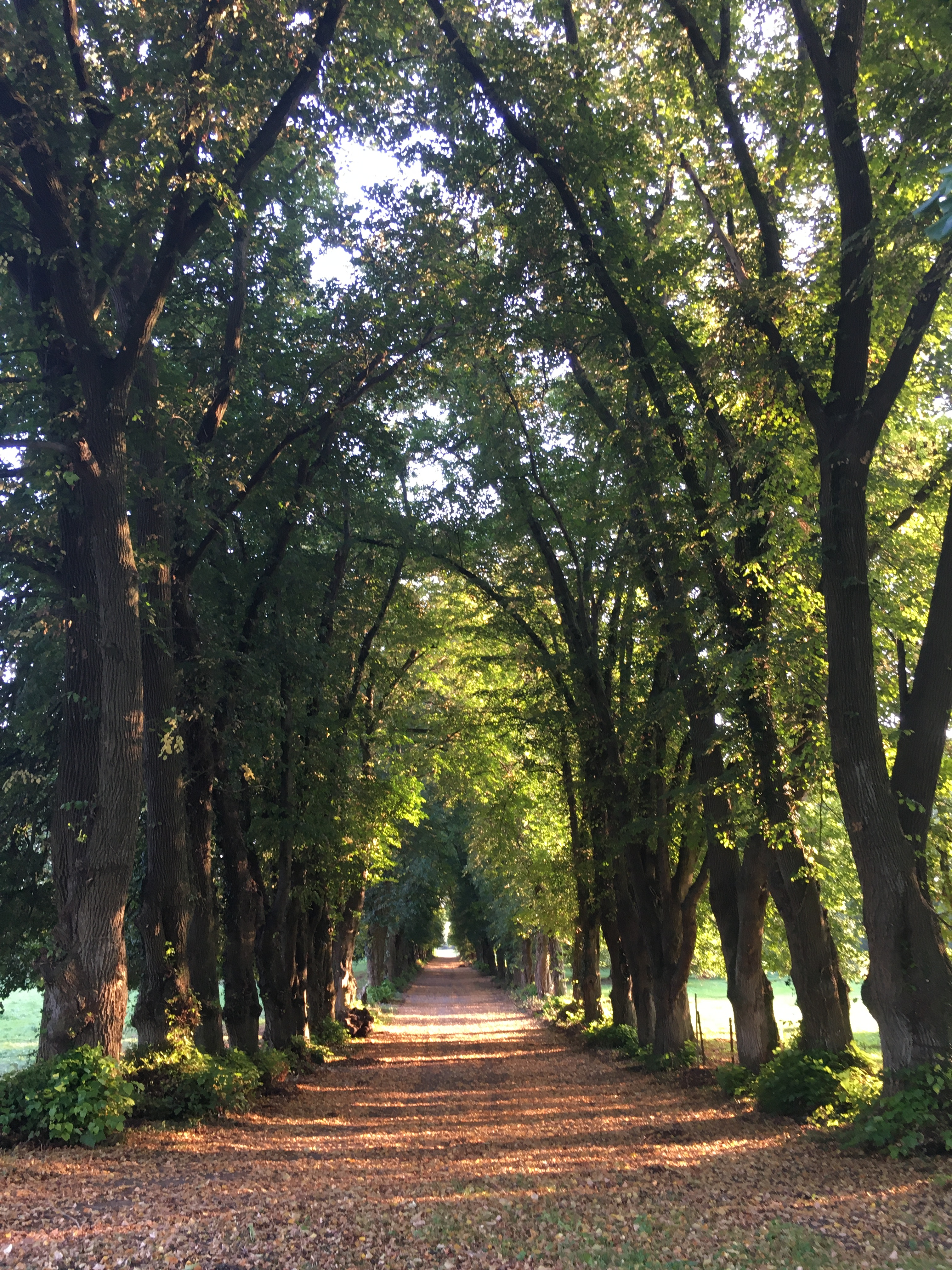
Allée des tilleuls du château de Bouillancourt.
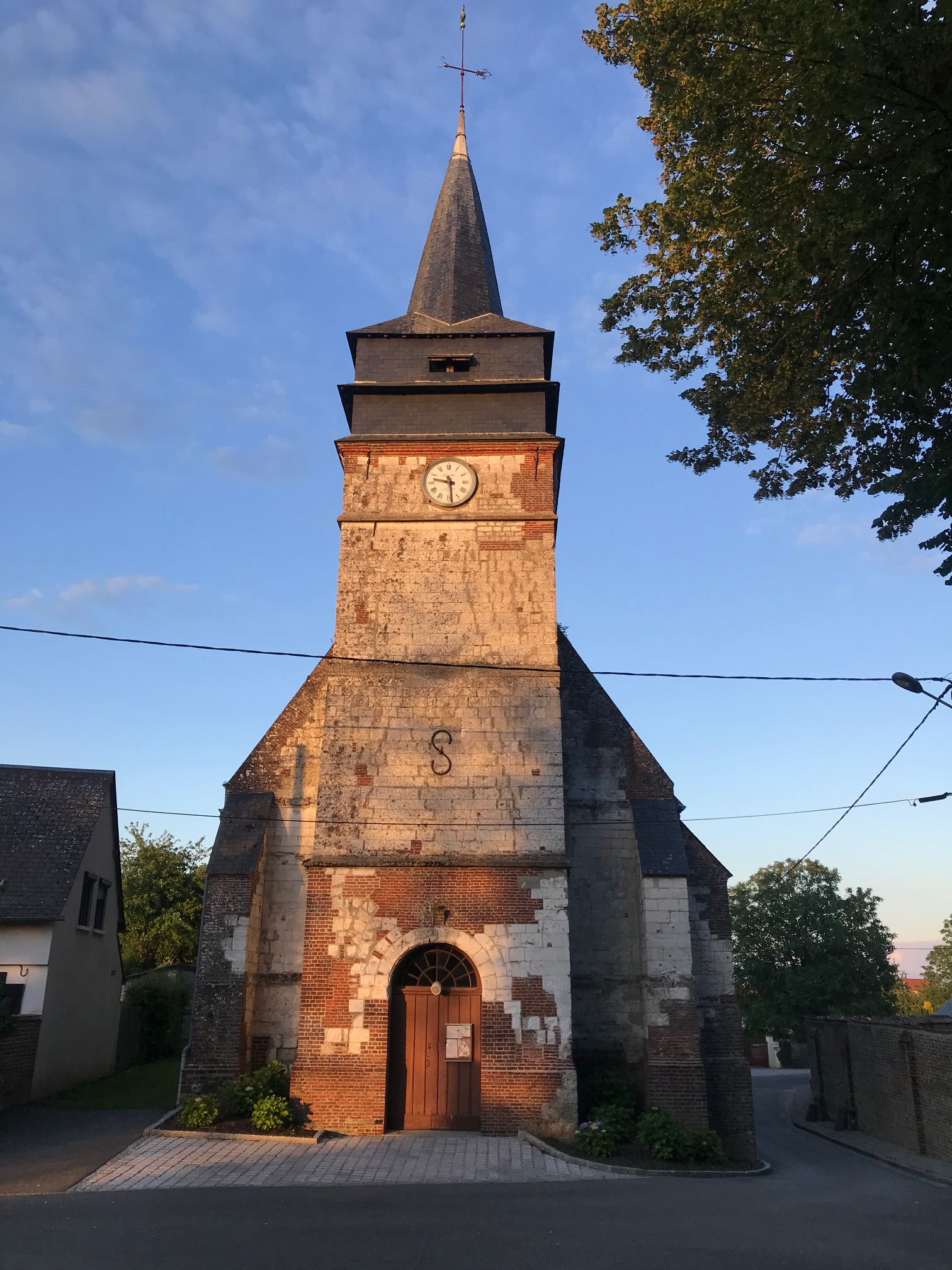
Église Saint-Jacques de Bouillancourt.
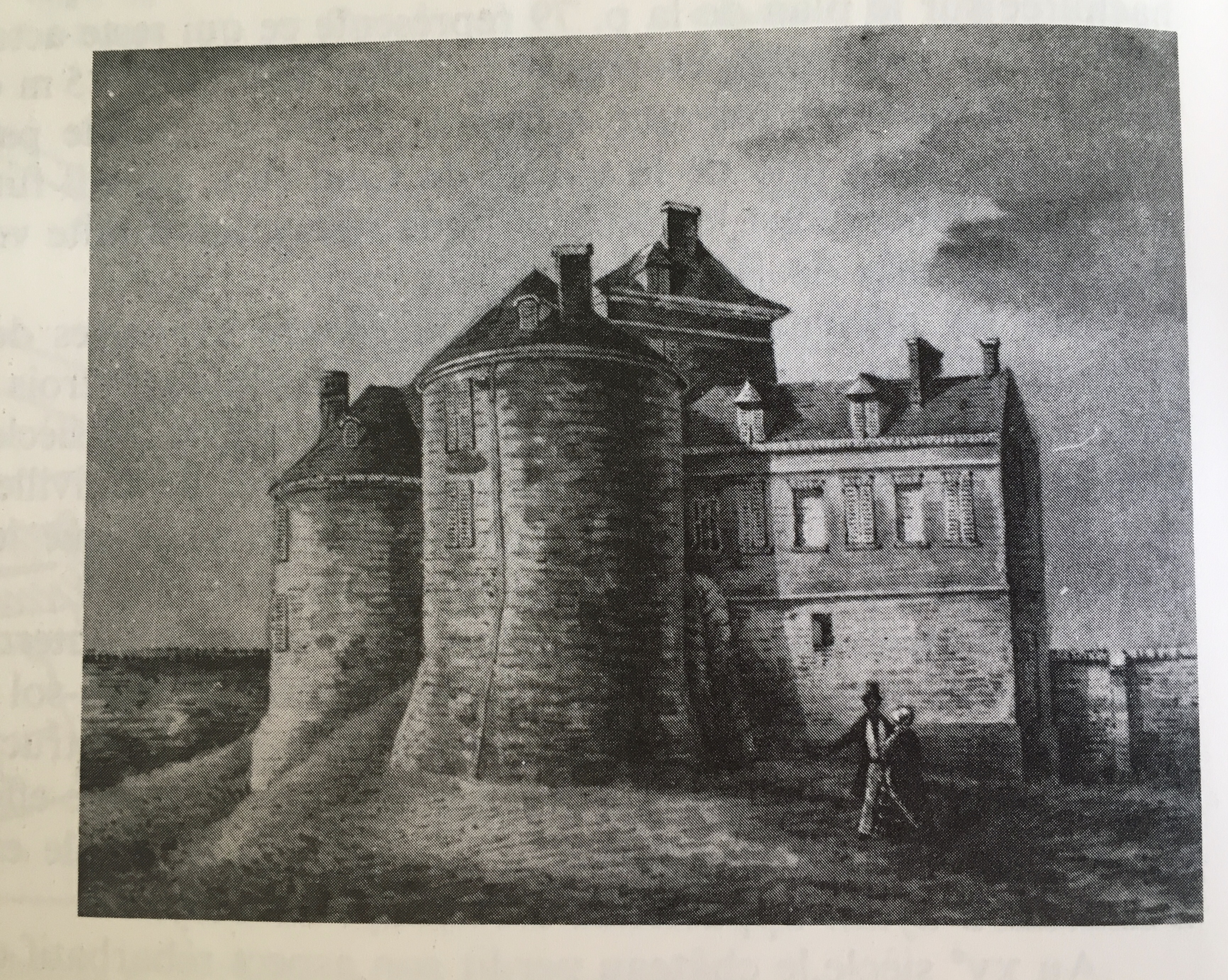
Gravure du château de Bouillancourt (1857) - vue du Sud.
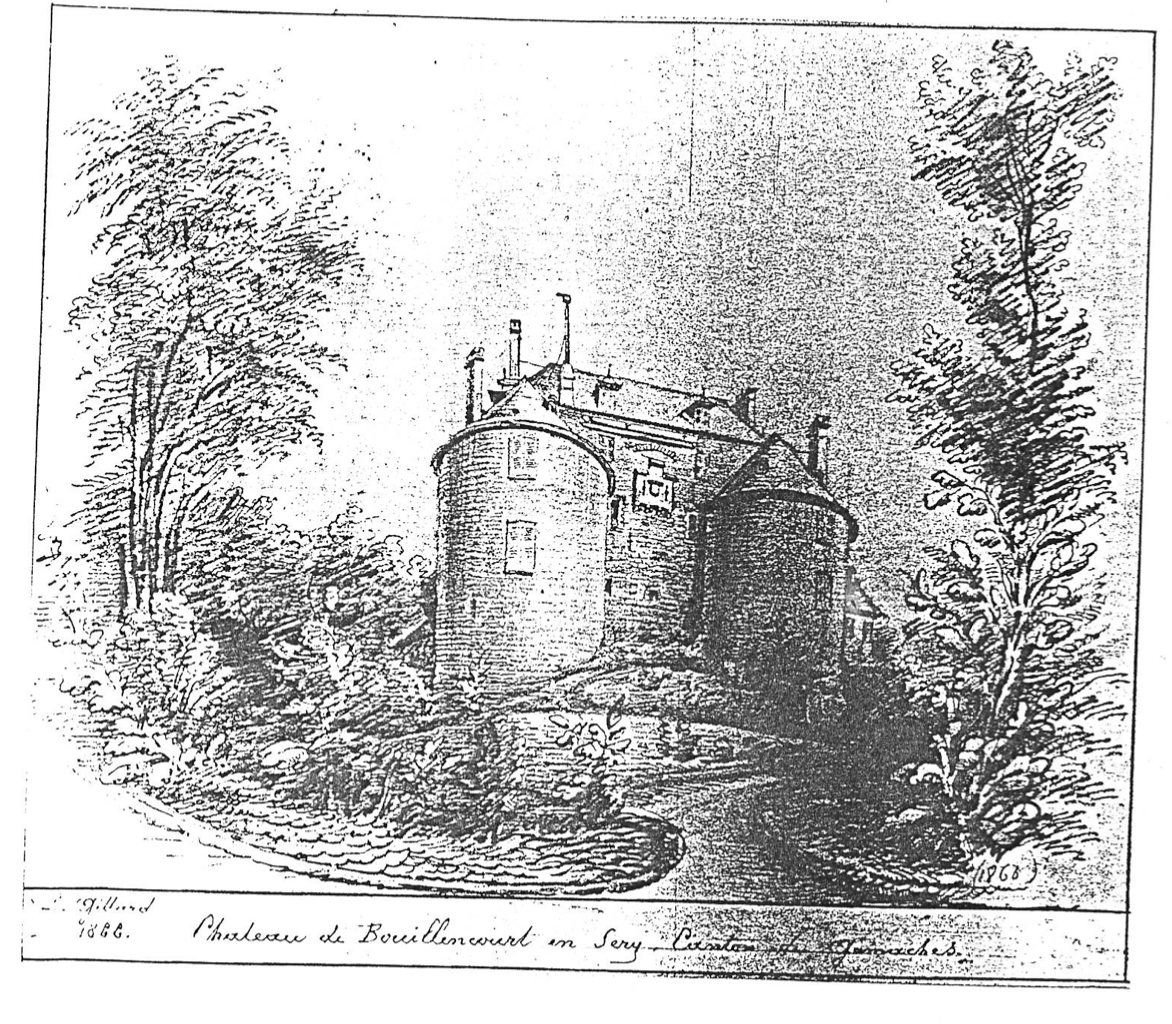
Gravure du château de Bouillancourt (1866) - vue de l'Ouest.
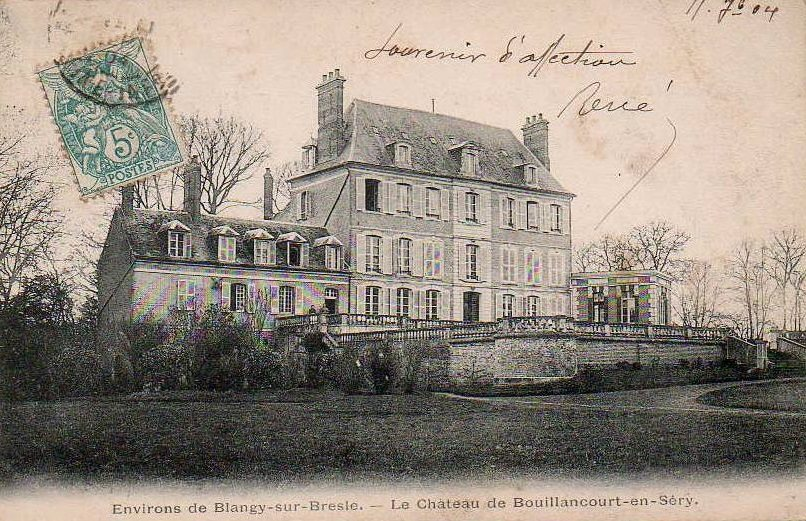
Carte postale du château de Bouillancourt (début du XXe siècle) - vue de l'Est.
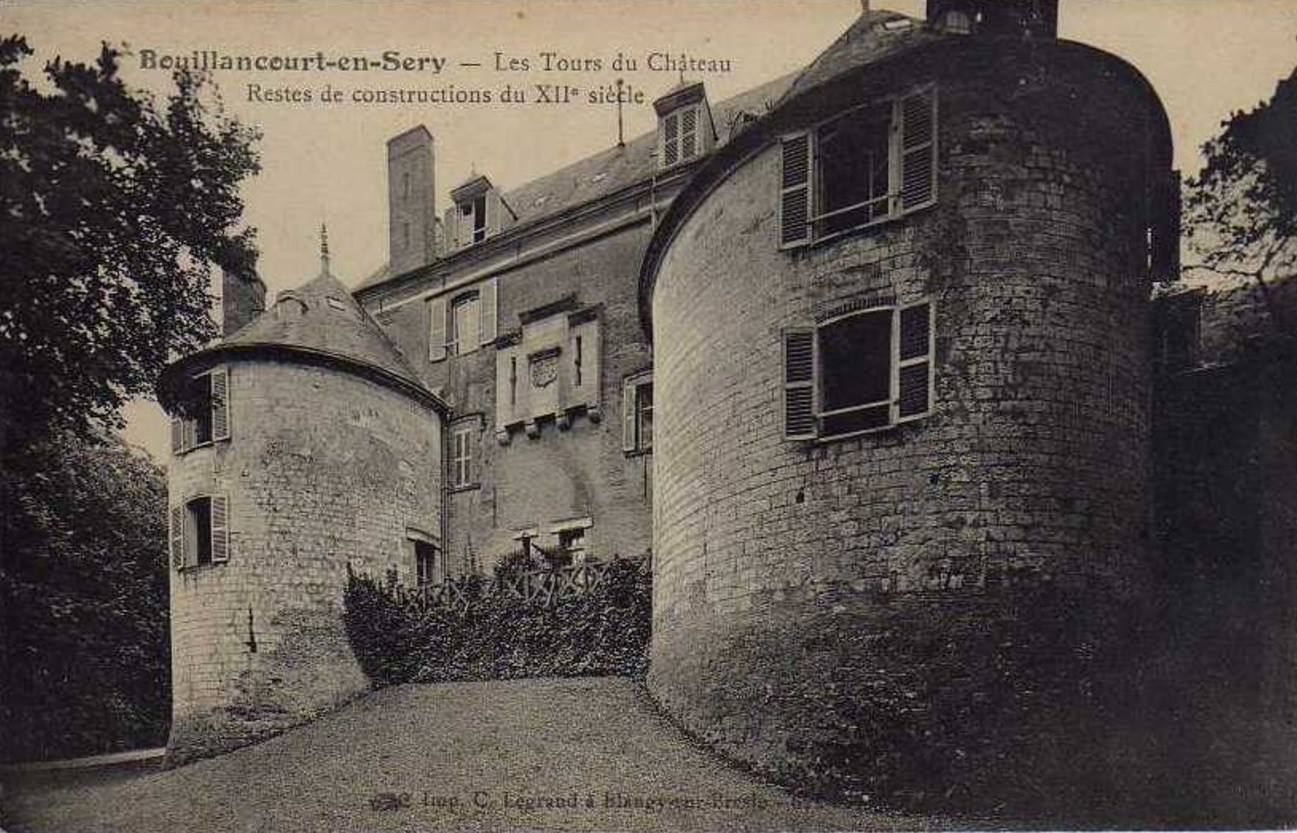
Carte postale du château de Bouillancourt (début du XXe siècle) - vue de l'Est.
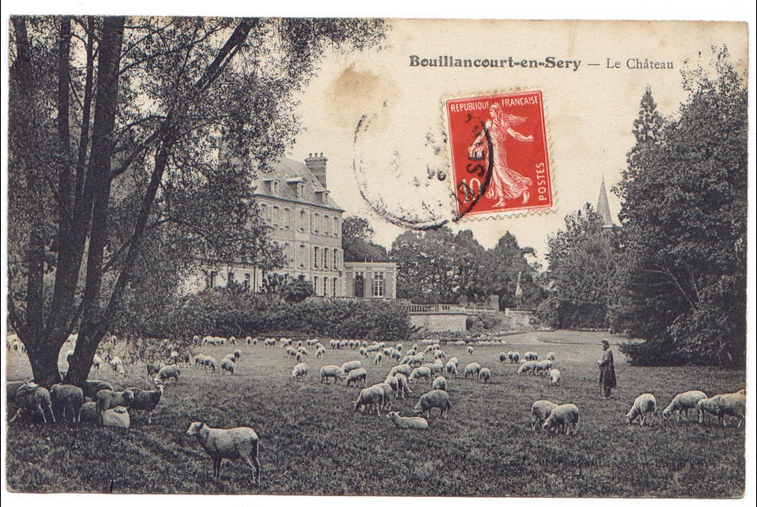
Carte postale du château de Bouillancourt (début du XXe siècle) - vue du Sud.
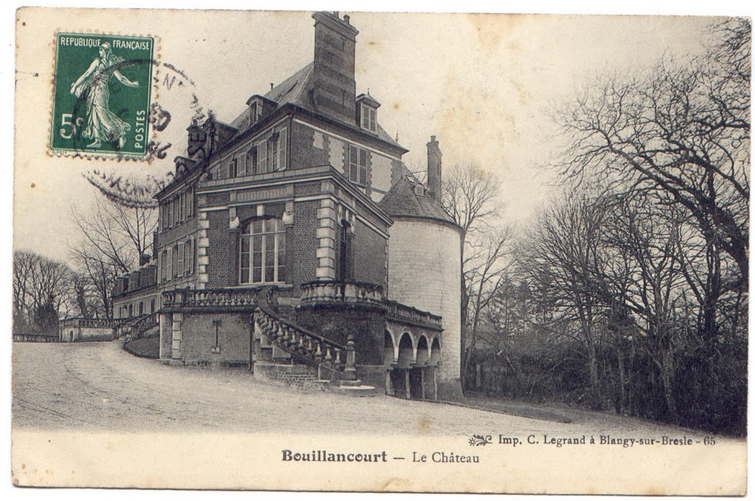
Carte postale du château de Bouillancourt (début du XXe siècle) - vue du Nord.
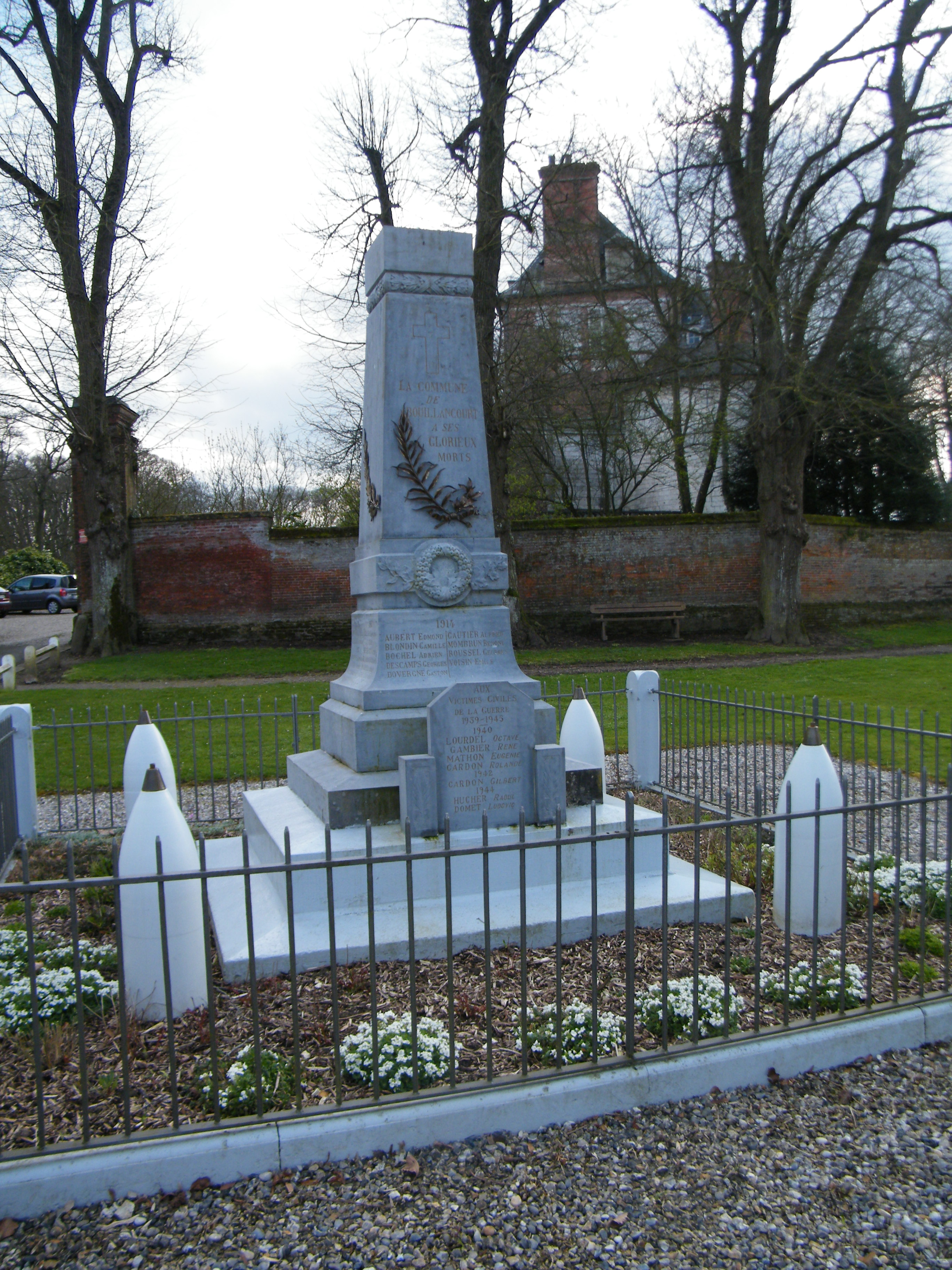
Monument au mort de Bouillancourt.
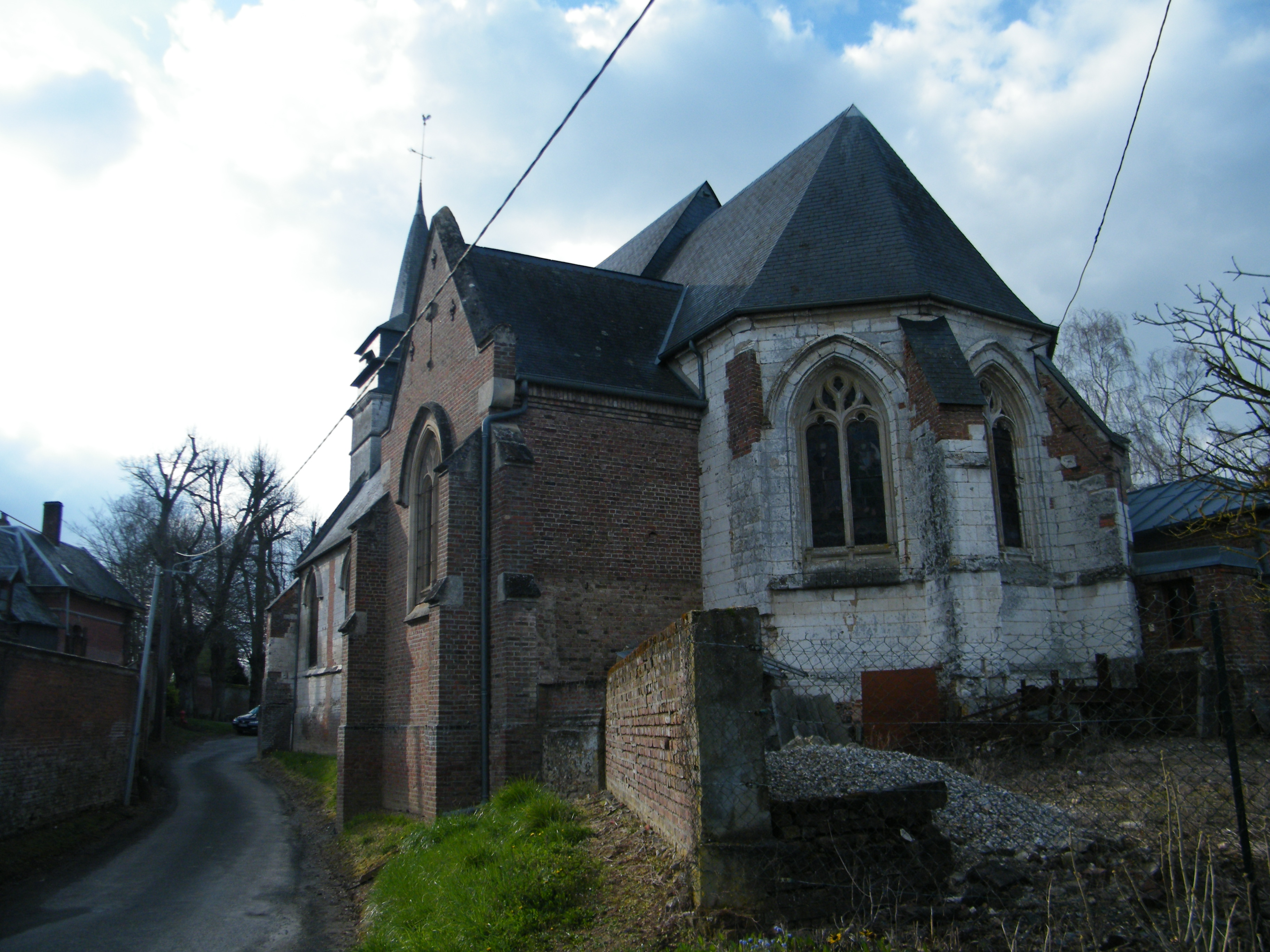
Chevet de l'église de Bouillancourt.